# Lycaeides altarmena
Lycaeides altarmena är en fjärilsart som beskrevs av Forster 1936. Lycaeides altarmena ingår i släktet Lycaeides och familjen juvelvingar. Inga underarter finns listade i Catalogue of Life.